# Баллард, Гай Уоррен
Гай Уоррен Баллард (англ. Guy Warren Ballard; 28 июля 1878, Ньютон, Канзас, США — 29 декабря 1939, Лос-Анджелес) — американский теософ и писатель, основатель и лидер теософской организации движение «Я есмь» в США, писавший под литературным псевдонимом Годфри Рэй Кинг (англ. Godfrey Ray King).

## Биография
Во время Первой Мировой Войны служил в армии США, впоследствии он стал горным инженером. В 1916 году в Чикаго женился на Эдне Энн Уилер. Супруги Баллард в течение всей жизни занимались изучением теософии и оккультизма. Гай Баллард вместе со своей женой стали основателями религиозного движения «Я есмь» в США.
Гай Баллард скончался 29 декабря 1939 года от атеросклероза и был кремирован; его жена — Эдна Баллард, умерла 12 февраля 1971 года.

## Мистический опыт
По словам Гая Балларда, в 1930 году он посетил гору Шаста в штате Калифорния и там же встретил другого путешественника, который назвался ему графом Сен-Жерменом.
Необычный опыт Гай Баллард пережил на высоких североамериканских горных хребтах. Позже Баллард представил подробности своих встреч в серии книг «Раскрытые тайны и магическое присутствие», используя псевдоним «Godfre Ray King».
Библиографами Балларда и оккультистами принято считать, что, по словам Гая Балларда и его жены Эдны, а затем его сына, Эдона Эрос «Дональд Балларда» (1918—1973), все они стали «единственными аккредитованными посланниками» некоего малоизвестного лица — Сен-Жермена. Последователями утверждается, что на основе переданных знаний Баллардом были составлены учения. Оккультистами считается, что их учения составляют первоначальное ядро того, что сегодня называют «Учениями вознесённых владык», и до сих пор используются движением «Я есмь» по всему миру.

## Деятельность
Деятельность движения «Я есмь» началась после предполагаемой встречи Гая Балларда с тем самым неким Сен-Жерменом, который называл себя «Вознесенным Владыкой», чей опыт изложен в первом томе серии книг Сен-Жермена «Открытые тайны», опубликованной издательством «Сен-Жермен». Это было в 1930 году, когда Гай Баллард познакомился с Сен-Жерменом .
Деятельность движения «Я есмь» активно продолжилась публичными лекциями о встречах с Сен-Жерменом, и она быстро разрослась в 1930-х годах. Баллард часто читал лекции в Чикаго о необыкновенных «учениях Сен-Жермена», в которых в США суждено было сыграть ключевую роль, потому что к 1938 году насчитывалось около миллиона последователей данного движения.
Движение «Я есмь» позиционирует себя как аполитичную, духовно-образовательную организацию, финансируемую за счет членских взносов её последователей. Материнской организацией движения «Я есмь» является «Фонд Сен-Жермена» со штаб-квартирой в Шомберге в штате Иллинойс, пригорода Чикаго.